# Catedral de la Santísima Trinidad de Tiflis
La catedral de la Santísima Trinidad de Tiflis (en georgiano: თბილისის წმინდა სამების საკათედრო ტაძარი Tbilisis ts'minda samebis sak'atedro t'adzari), comúnmente conocida como Sameba (სამება), es la principal catedral de la Iglesia ortodoxa y apostólica georgiana, ubicada en Tiflis, la capital de Georgia. Construida entre 1995 y 2004, es la novena catedral ortodoxa más alta del mundo. Sameba es una síntesis de los estilos tradicionales dominantes en la arquitectura religiosa georgiana en las diversas etapas de la historia y posee algunos matices bizantinos.

## Construcción
La idea de construir una nueva catedral para conmemorar los 1.500 años de autocefalía de la Iglesia ortodoxa de Georgia y los 2.000 años desde el nacimiento de Jesús, surgió ya en 1989. En mayo de ese mismo año se anunció un concurso internacional para el proyecto de la construcción de la catedral, que comenzó el 23 de noviembre de 1995, y nueve años después fue consagrada por el patriarca de la iglesia ortodoxa georgiana, el Catolicós Patriarca de toda Georgia Elías II y los representantes de alto rango de las demás Iglesias ortodoxas del mundo. A la ceremonia también asistieron líderes de otras comunidades religiosas y confesionales en Georgia, así como líderes políticos. La catedral está construida, al menos en parte, en terrenos que incluían lo que había sido un antiguo cementerio armenio llamado Khojavank. El cementerio tuvo una vez una iglesia armenia, destruida durante el período soviético por órdenes de Lavrenti Beria. La mayoría de las lápidas y monumentos del cementerio también fueron destruidos, y el cementerio se convirtió en un parque recreativo. Sin embargo, el cementerio todavía contenía muchas de sus tumbas cuando comenzó la construcción de la catedral de Sameba. Según un autor, el cementerio fue tratado con «escandalosa falta de respeto", con huesos y lápidas que aparecieron dispersos por todo el sitio de la construcción.

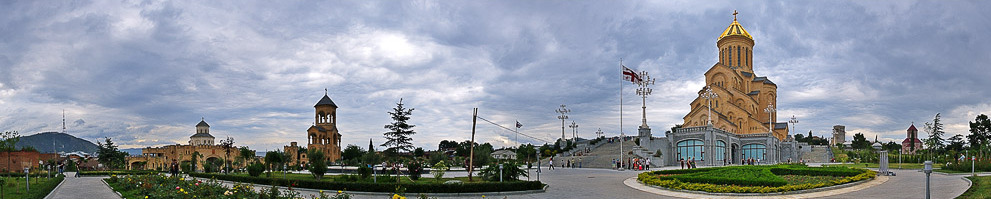
Panorámica de la catedral.

## Arquitectura
La catedral de la Santísima Trinidad de Tiflis se erige en la colina de Elia, que se eleva sobre la margen izquierda del río Kura (Mtkvari) en el barrio histórico de Avlabari en el casco antiguo de Tiflis. Diseñado en un estilo georgiano tradicional pero con un énfasis mayor en vertical, y «considerado como una monstruosidad por muchas personas, es igualmente venerado por muchos otros». La catedral tiene un plano cruciforme con una cúpula sobre un crucero que descansa sobre ocho columnas. Al mismo tiempo, los parámetros de la cúpula son independientes de los ábsides, lo que le confiere una apariencia más monumental a la cúpula y a la iglesia en general. La cúpula está coronada por una por una cruz con dorado en oro de 7,5 metros de altura.

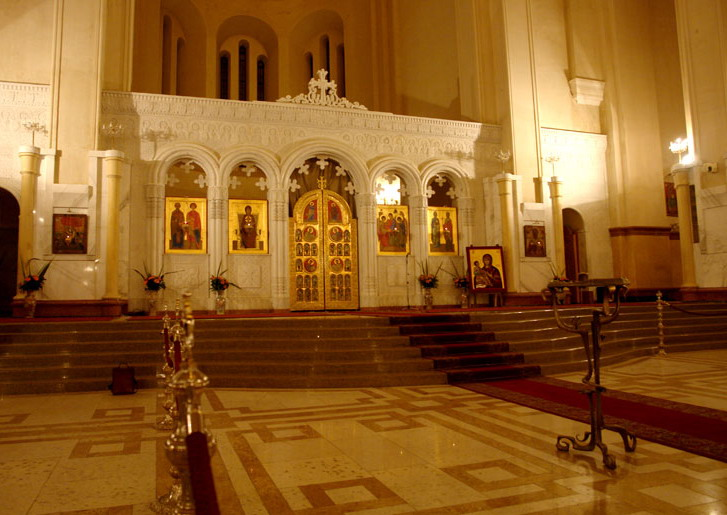
Iconostasio en la Catedral de la Santísima Trinidad.

La catedral consta de nueve capillas (capillas de los Arcángeles, Juan el Bautista, San Nino, San Jorge, San Nicolás, los Doce Apóstoles y Todos los Santos); cinco de ellas están situadas en un gran compartimento subterráneo, que ocupa 35,550 metros cúbicos. La altura es de 13 metros. El área total de la catedral, incluido su gran nártex, es de 5,000 metros cuadrados y el volumen que ocupa es de 137 metros cúbicos. El interior de la iglesia mide 56 metros por 44 metros, con una superficie interior de 2.380 metros cuadrados. La altura de la catedral desde el suelo hasta la parte superior de la cruz es de 105,5 metros.